# Seychelles (album)
Albums
Takanaka
Seychelles est le premier album composé et produit par l'artiste japonais Masayoshi Takanaka, sorti le 1er juillet 1976 par le label Kitty Records.

Le nom de l'album fait référence à l'archipel des Seychelles.

## Titres
Face A
| No | Titre                                             | Auteur             | Durée |
| -- | ------------------------------------------------- | ------------------ | ----- |
| 1. | "Oh! Tengo Suerte"                                | Yukihiro Takahashi | 4:12  |
| 2. | "Tokyo Reggie" (トーキョー レギー)                | Yukihiro Takahashi | 4:20  |
| 3. | "Shinkirō no Shima e" (蜃気楼の島へ)              |                    | 3:38  |
| 4. | "Akogare no Sēsheru Shotō" (憧れのセーシェル諸島) |                    | 6:08  |

Face B
| 5.    | "Funkee Mah-Chan"                                    |                    | 5:02 |
| 6.    | "Sayonara...... Fuji-san" (サヨナラ...... Fuji さん) | Yukihiro Takahashi | 4:28 |
| 7.    | "Bādoairando Kyūkō" (バードアイランド急行)           |                    | 3:42 |
| 8.    | "Tropic Birds"                                       |                    | 8:50 |
| 40:21 |                                                      |                    |      |